# (29736) Fichtelberg
(29736) Fichtelberg est un astéroïde de la ceinture principale.

## Description
(29736) Fichtelberg est un astéroïde de la ceinture principale. Il fut découvert le 21 janvier 1999 à Drebach par Jens Kandler. Il présente une orbite caractérisée par un demi-grand axe de 2,32 UA, une excentricité de 0,06 et une inclinaison de 7,2° par rapport à l'écliptique.

## Compléments